# یواس‌ان‌اس چارلتون (تی-ای‌کی‌آر-۳۱۴)
یواس‌ان‌اس چارلتون (تی-ای‌کی‌آر-۳۱۴) (به انگلیسی: USNS Charlton (T-AKR-314)) یک کشتی است که طول آن 950 ft می‌باشد. این کشتی در سال ۱۹۹۹ ساخته شد.